# Fuerte Viejo de Zanzíbar

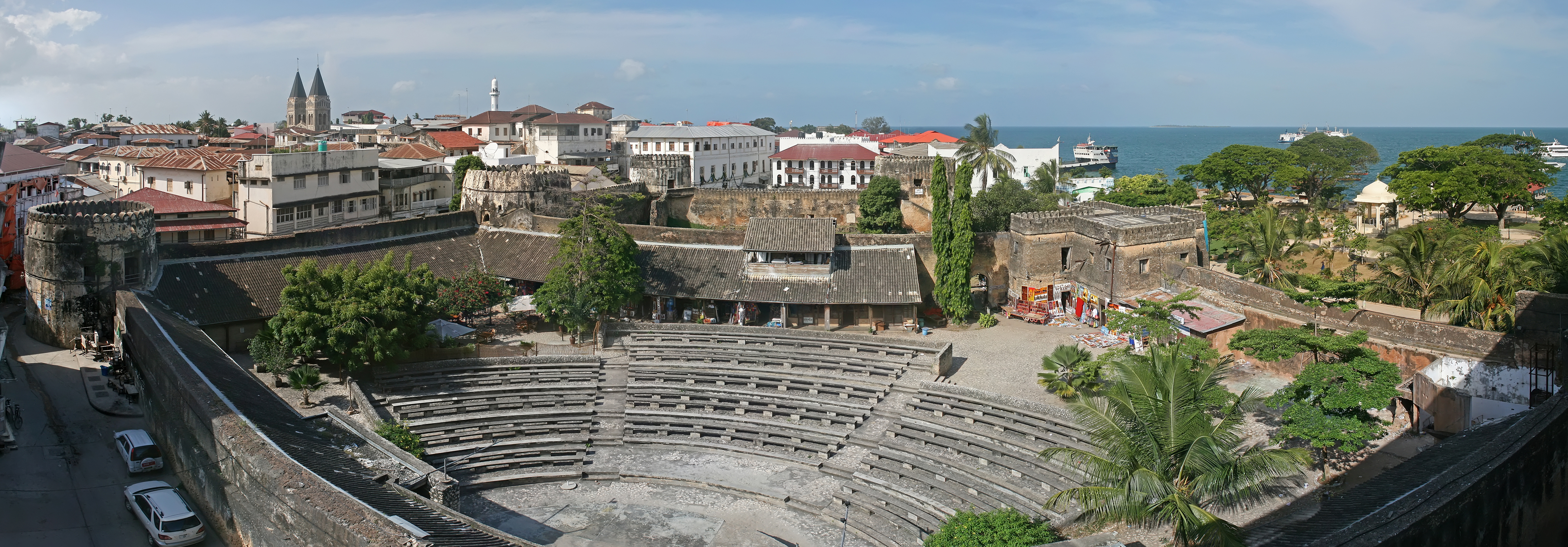
El Fuerte Viejo visto desde la Casa de las Maravillas

El Fuerte Viejo (En suajili: Ngome Kongwe), también conocido como el Fuerte Árabe y con otros nombres, es una fortificación ubicada en Stone Town, Zanzíbar, Tanzania. Es el edificio más antiguo y una de las principales atracciones turísticas de Stone Town. Se encuentra en el paseo marítimo principal, adyacente a otro edificio emblemático de la ciudad, la Casa de las Maravillas.
Fue construido por árabes omaníes después de expulsar a los portugueses en 1699. Con el paso de los años ha tenido varios usos, como prisión y club de tenis. En el patio hay algunos restos de edificios anteriores, incluidos los de una iglesia portuguesa.
El Fuerte Viejo es una de las principales atracciones para los visitantes en Stone Town, y su patio ha sido adaptado para servir como un centro cultural con tiendas de curiosidades que venden mercadería orientada al turismo. También cuenta con un anfiteatro al aire libre donde se realizan espectáculos de música y danza en vivo la mayoría de las noches, un restaurante y un mostrador de información turística. También es el lugar principal utilizado para grandes eventos como el Festival Internacional de Cine de Zanzíbar y el Sauti za Busara (un festival de música africana que se realiza en febrero de cada año).